# Borć Stary
Borć Stary – dawna wieś. Tereny, na których leżała, znajdują się obecnie na Białorusi, w obwodzie witebskim, w rejonie szarkowszczyńskim, w sielsowiecie Bildziugi.

## Historia
W czasach zaborów w powiecie dzisieńskim, w guberni wileńskiej Imperium Rosyjskiego.
W latach 1921–1945 wieś leżała w Polsce, w województwie wileńskim, w powiecie dziśnieńskim (od 1926 w powiecie brasławskim) w gminie Nowy Pohost.
Według Powszechnego Spisu Ludności z 1921 roku zamieszkiwało tu 47 osób, 18 było wyznania rzymskokatolickiego, 11 prawosławnego a 18 staroobrzędowego. Jednocześnie 18 mieszkańców zadeklarowało polską, 25 białoruską a 4 rosyjską przynależność narodową. Było tu 7 budynków mieszkalnych.. W 1931 w 6 domach zamieszkiwały 42 osoby.
Wierni należeli do parafii rzymskokatolickiej w Nowym Pohoście. Miejscowość podlegała pod Sąd Grodzki w Drui i Okręgowy w Wilnie; właściwy urząd pocztowy mieścił się w Nowym Pohoście.